# Дом костёла Святой Екатерины
Дом костёла св. Екатерины — памятник архитектуры. Расположен в Санкт-Петербурге, современный адрес дома — Итальянская улица, 5.
Первыми владельцами участка по улице (а также участков 1 и 3) была с 1738 года община римско-католической церкви, она же строила первые на улице каменные дома.
По замыслу спроектировавшего застройку улицы Карла Росси фасады домов 5 и 7 должны были быть тождественны оформлению здания Дворянского собрания; дом 7 в 1870-е годы был перестроен, оформление дома 5 сохранилось. Внешний вид здания прост и строг; на втором и третьем этажах ризалиты украшены ионическими пилястрами. Руководил постройкой здания Людвиг Шарлемань, строительство шло в 1835-1838 годах.
В доме в разное время жили Владислав Францевич Краевский, Анна Павловна Павлова, Иван Иванович Чагин (покончивший здесь с собой).